# 牙狼-GARO-スペシャル 白夜の魔獣
『牙狼〈GARO〉スペシャル 白夜の魔獣』（ガロスペシャル びゃくやのまじゅう）は、CSファミリー劇場にて2006年（平成18年）12月に放送された特撮テレビドラマ。前編は12月15日、後編は12月22日放送。

## 概要
2005年のテレビドラマ『牙狼〈GARO〉』の後日談として製作された。ファミリー劇場10周年記念作品。
2007年には前後編を一本にまとめ未公開シーンも追加した「長編版」が制作された。
2015年12月にはGAROシリーズ10周年記念として、BS放送局スターチャンネルにおいて初めての無料放送を実施。

## 制作
監督の雨宮慶太曰く、『牙狼〈GARO〉』最終回仕上げ中にテレビスペシャル制作の誘いがかかるも、当時は作業が忙しく棚上げし、『牙狼〈GARO〉』放送終了後の2006年4月頭に制作に入り、同じ月のDVD発売イベントで制作発表が公開される。なお、実際に内容が固まったのは2006年6月のことであったという。
制作にあたっては、スタッフが何を見たいか意見を募ったという。その中で、雨宮慶太は「冴島鋼牙の母」、二宮清隆は「邪美の復活」を挙げ、本編に取り入れられた。雨宮曰く、「冴島鋼牙の母」というアイデアから、鋼牙が母を思い出すきっかけになる母と同じ名前の少女・山刀鈴、その少女の兄・山刀翼という形で繋がるように配置されたという。一方、「邪美の復活」は、牙狼の世界観としては簡単に復活させるわけにはいかないため、鷹麟の矢を使うには邪美が不可欠で、牙狼はそのために命を懸けて苦労することで復活させるという形にすることで、雨宮自身が納得するように物語を構成することができたという。
雨宮曰く、敵としては当初は、白い最強の魔戒騎士が設定されていた。しかし、魔戒騎士であれば鋼牙たちと協力するべきということで、白い魔戒騎士という案は共闘する魔戒騎士・ダンという形になり、白い最強の敵はレギュレイスという形になった。

## ストーリー
かつて白夜の魔獣と呼ばれ恐れられた最強のホラー、レギュレイスが復活した。そのころ魔戒騎士である鋼牙はあるホラーとの戦いで『山刀鈴』と出会う、彼女は死んだはずの阿門法師からの伝言を届けにきたのだった。
それによれば死んだはずの邪美がまだ生きているとのことだった、鋼牙は鈴と共に魔戒の森へ向かう。

## ゲストキャラクター
※山刀翼と魔導具ゴルバ、日向はテレビシリーズ第2期『牙狼〈GARO〉 〜MAKAISENKI〜』にも登場。山刀鈴は『牙狼外伝 桃幻の笛』にも登場。
山刀 翼（）
閑岱を管轄とする魔戒騎士で、鈴の兄。
魔戒槍を操り、その実力は鋼牙と互角に渡り合う実力の持ち主。日向と暁という魔戒騎士の弟子を持つ。両親が魔戒法師であり本人も元々その道を志し修行していたため魔導力を用いた術に長け、その力で鋼牙を苦しめた、なお法師から騎士への転向は幼少期に両親がホラーに殺されたことに拠るものであり、彼の家系は騎士の系譜ではない。魔戒騎士としての規律や掟を重んじる厳格な性格で、断りもなく魔界の森に立ち入ろうとした鋼牙に敵対心を抱き、彼の行く手を阻んだ。ザルバ曰く「嫌な野郎」。
しかしながら自らの弟子を救った零には敬意を払うといった礼儀正しい面も見せる。なお、感情を殺して他人に接する態度はカオルに出会う前の鋼牙そのものであり、復活した邪美を死人と呼び、さらにレギュレイスに同化されそうになった鈴を殺そうとした。しかし、レギュレイスとの戦いを通して、自分の守りし者（鈴）の存在に気づき、真の魔戒騎士として成長を遂げることとなった。
愛用の魔戒槍は通常は棍棒のようだが、使用時には先端から槍の刃が飛び出す。彼の纏うコートは白を基調として黒と赤の装飾が施された派手なものであり、鋼牙や零のものとは違った意匠を持つ。好きな食べ物はプリン。
魔導具ゴルバ
翼の魔導具。龍の形を模したブレスレット型の魔導具で、左手首に装着される。人間の老人のような声で翼に的確な指示を贈る。レギュレイスとの戦闘によりレギュレイスに憑依されてしまったが、愛蔵版および長編版での追加カットや小説『妖赤の罠』では無事であったことが書かれている。
法師見習い・鈴（） / 山刀 鈴（）
夢枕に現れた死んだ阿門法師の言葉に従って鋼牙の元ににやってきた魔戒法師の卵で、翼の妹。
名の由来は鋼牙の母・りん。魔導筆を用いた法術はまだ未習得のため、鋼牙を笑わせるための術を使うが失敗、それが原因で飾られていたカオルの絵画を傷つけてしまい、鋼牙の怒りを買ってしまう。幼いながら一週間歩き続けてたった一人で閑岱から鋼牙に会いに来たり、魔界の森への扉を開くために悪霊からの襲撃に耐えるなど、強い勇気と精神力を持つ。また、ホラー・レギュレイスとの戦いでは兄の翼を助けるためにレギュレイスの毒のある棘を受けてしまい、その結果レギュレイスに同化されそうになってしまう。しかし、邪美の術により一命を取り留めた。その後、レギュレイスに眷属復活のための生け贄にされそうになるが、結果としてレギュレイスを滅ぼすためのチャンスを作った。
レギュレイスとの戦いの後は、邪美と一緒に魔戒法師になるための修行をすることとなる。翼の説明に記されている通り両親は魔戒法師で、母は団子やお汁粉が得意だった。ホラーとの戦いの中で両親は戦死している。好きなものはプリン、母親の作った菓子。甘党。
愛用の魔導筆に、紛失しても「のごめ」という言葉を発することで手元に戻ってくる術をかけている。
我雷法師（）
閑岱を束ねる魔戒法師の長。阿門法師や邪美、大河とも親交が深い。鋼牙の母りんの師であり、2歳のころの鋼牙にも出会っている。鋼牙にりんの面影を見たことで大河のことを「弟子を奪った憎き男」と冗談混じりに鋼牙に思い出を語っている。力を失った鷹麟の矢に力を注ぐ邪美の術に協力する。
日向（）・暁（）
閑岱の警護をしていた修行中の魔戒騎士。翼の弟子で、日向が兄弟子となる。鋼牙・零が用いる魔戒剣とは違った、西洋の騎士に似た細身の魔戒剣を振るう。魔界の森に向かおうとした鋼牙の行く手を阻むも力の差に完敗する。その後、突如現れたカラクリに襲われるが、零によって救われた。このことで暁は零に対し尊敬の眼差しを向けるようになり、小説『妖赤の罠』では一時的に零の弟子になっている。
黄花（）・満寿（）
我雷法師の側近の魔戒法師。法術と棒術に長けている。
冴島 りん（）
今は亡き鋼牙の母。生前は魔戒法師であったが、鋼牙が2歳のころに病気で死去した。魔戒法師としての技量は高く、大河との戦いにおいても互角と言って差し支えないほどだった。死後も彼女の守りの力が鋼牙を守り続け、魔戒樹、レギュレイスとの戦いにおいて鋼牙に力を与えた。
東の番犬所の神官
前任の神官の謀反で壊滅してしまった東の番犬所へ新たに着任した神官。温厚そうな初老の男性の姿をしている。零に天魔降伏の儀の護衛を命じた。零の魔戒騎士らしからぬ言動や態度には手を焼いているが、彼の実力に信頼を置いている。

## 魔戒騎士
黄金騎士牙狼（）・銀牙騎士絶狼（）

白夜騎士打無（）
翼が鎧を召還し現出する、白い魔戒騎士。魔戒槍は穂先の部分が大型化し紋様が施された白夜槍となる。鎧召還の動作は、魔戒槍で天空を裂き、鎧を召還する。
ガロやゼロ、キバとは異なった牙の露出していない口元と、肩口からなびく深紅の“背旗”を装備しているのが特徴である。「天魔降伏の儀」と呼ばれる儀式を行う名誉ある使命を帯びた高貴な魔戒騎士であり、純白の鎧と深紅の背旗を纏うその姿は、高貴であり、神聖な存在であることを示している。かつてはホラーをも味方につけて戦っていたとされる。
ガロ、ゼロ同様に烈火炎装の使用も可能であり、その炎の色は紫色である。
鷹麟牙狼（）
終盤、レギュレイスの舌によって胴を貫かれ、レギュレイスに同化されかけたガロが自身の肉体に鷹麟の矢を打ち込むことで、レギュレイスの毒を浄化して同化を阻止し、矢を内なる力へと変換してソウルメタルを変化させて誕生した強化形態。背部に3つの金環が展開され、右手に携えた鷹麟の矢が槍のような形に変形するが、これは天空に鷹麟の矢を打ち込んだ際に鎧の一部が弓のように変化したと伝えられており、背中のリング状の装飾はそれを模していると推測される。この形態の能力は鷹麟の矢と同等である。

## ホラー
ホラー・レギュレイス
千年の眠りから甦った、始祖メシアとは異なる系統により、独自の生態系を持って生きるホラー。
古の時代に天空に現れる白夜の結界を利用して一族を復活させ猛威を振るったが、時の白夜騎士によって奇厳岩に封印されていた。しかし、自然界の崩壊によって、奇厳岩の封印の効力が弱まっていたところにその付近に遺棄されかけていた死体の血が染み込んだことによって封印が解け、その死体を用いて現世に復活を果たした。
太陽光の下でも活動可能だが、本来の力は白夜の下でなければ発揮できない。不死身に近い肉体を持ち、首を刎ねられても死なないほど生命力が強い。通常の素体ホラーや人間に白い面を被せることにより、自らの眷属であるカラクリに変化させることができる。また、自分自身もホラーに憑依することが可能で、その結果ゴルバが乗っ取られてしまった。魔人形態は唐傘をかぶった人型で魔戒騎士の鎧をも貫けるほどの鋭さと硬度を誇り毒の棘が無数に生えた長い舌で獲物を貫き自身と同化させることや背中から4本の触手を生やして攻撃することも出来る。また、白夜の下での眷属復活のために見せた魔獣状態は魔人形態の3倍近い体長となり、骸骨の龍のような姿で自在に滑空する。
最後まで圧倒的な力で鋼牙たちを苦しめ、鋼牙も自身の眷属にしようとしたが、母の守りの力により復活した鋼牙の手で鷹麟の矢に結界ごと貫かれて白夜の結界とともに砕け散った。
- 当初は、人間体を新堀和男に依頼する予定だったため、彼をイメージして顔を描いていたが、諸事情により出演が難しくなったため、異なるアプローチでデザインされた。人間体のままでガロが斬ることには抵抗感があるため、CGのキャラクターとなり、メシアの対で素体ホラーに近い感じとなり、素体ホラーのパーツを機械的に置き換えたものとなっている。元々は、本作品に登場させる予定だった魔導列車と合体させる予定だったため、列車の上で戦いながらそのパーツを取り込んで進化していくため、最終形態も素体ホラーをロボット化や機械化したものとなった。

ホラー・カラクリ
レギュレイスの操る白い面を被った眷属の尖兵。面を人間や素体ホラーに被せることで誕生する。白夜の下であれば、媒体を問わずに無限に自然発生する。
操り人形のような機械的な動きをし、人間のような指はなく、両腕そのものが剣状になっており、その腕で敵を翻弄する。身体全体がレギュレイスの細胞に侵されているため首を落とされたくらいでは死なず、肉体を完全に消滅させない限り機能を停止させることは不可能。始祖メシアとは別の系統であり、実態の知れない存在のため、魔戒騎士や魔戒法師もその撃退には苦労したという。他の特撮でいうところの戦闘員に値する（カラクリはあくまで戦闘員（レギュレイスの手足）であり、ホラーではないと記した資料も存在する）。
ホラー・アオムシ
レギュレイスに殺されそうになった男性がレギュレイスと取引をした結果、彼の眷属として生まれ変わった姿である。人間としての面影を残しているが、完全に獣化している。
体中が昆虫の眼で覆われており、その眼の力によりレギュレイスの捜し物を見つけることに成功する。ハルパーに似た特殊な鎌を操り、飛び回るようなトリッキーで俊敏な動きの優れた体術で鋼牙たちを翻弄し苦しめた。最期は翼に致命傷を負わされ、レギュレイスに救いを求めるも、レギュレイス本人に見放されて殺されてしまう。
エルズ
蜘蛛のような特性を持つホラー。
口から粘着力のある糸や針のような物体を吐き出して攻撃するほか、再生能力が高く、通常の攻撃で切断されるとその部位から急激に細胞分裂を起こし、無限に増え続ける。倒すには炎によって焼き払うしかない。人間体の時は両目から腕を出す。また、人間の子供だけを好んで捕食するという歪んだ嗜好を持ち、子供に安心感を持たせるため、若い女性に憑依している。言い寄ってきた男と鈴を襲ったが、鋼牙により妨害される。魔導火を奪って飲み込むが、最期はその飲み込んだ魔導火を利用されて烈火炎装を全身に纏われ、分裂した個体ともども焼き切られて倒された。

## 関連用語
閑岱（）
“魔戒法師の里”と呼ばれる修行場。すべての魔戒法師はここで修行を積んだ後、一人前と認められてここを後にするという。強力な結界が張られており、普通の人間には立ち入ることもできなければ見ることさえもできない。
奇厳岩（）
遙か昔、ホラー・レギュレイスが封印されたとされる岩。封印のために結界が張られているが、自然界の崩壊によってその効力が薄まりつつある。
魔戒樹
邪美を取り込んでいた魔界の森に生息する意識を持った不思議な樹木。体内は一種の魔界のような空間が広がっている。
母性を持っており、体内に閉じ込めた邪美の肉体を我が子（胎児）のように想い、200年後に転生するまで見守り続けていた。鋼牙に彼自身の情念を利用した幻覚（コダマ、零、大河、カオル、龍崎駈音）を見せて彼を自滅させようと目論むが、返り討ちに遭う。その後、内部に侵入されるも、轟天もろとも鋼牙を窮地に追いやる。しかし鋼牙の言葉により邪美が覚醒、さらに母の幻影（と思われる）の言葉に奮起した鋼牙に、邪美の眠る本体である中心の核に巨大化した大牙狼斬馬剣で突っ込まれた。その後、レギュレイスの毒を受けた鈴を救うためその毒を邪美がその身に移し替えていたところ、邪美の代わりに毒を引き受け完全に消滅した。
『MAKAISENKI』には、別個体で完全に敵の魔戒樹・エリンネルグが登場する。
魔界の森（）
現世と霊界を繋ぐ森。閑岱にある祠で魔導鏡によって霊界の阿門法師を現世へと繋ぐことで、扉が出現する。儀式の最中は、扉が閉じないように両手に持つ蝋燭の炎を絶やさずに、両腕を広げた状態を保っていなければならない。
奈落の森（）
重力が横に移行している森。立ち入ると横滑りに落ちていく。劇中でホラー・レギュレイスが鈴を一族復活の生け贄にするために、この森の奥に連れ去った。
鷹麟の矢（）
ホラー・レギュレイスが一族を復活させるための白夜の空に広がる結界を破壊するために作られた武器。奉納されている状態は独活杵のような形状だが、天空に放つ際には槍のように変化する。天に現れた結界に対して矢を放つことで結界を破壊することが出来る。しかし、白夜時に矢を大地に突き刺した場合は、世界はレギュレイス一族が復活し、満ちあふれるという諸刃の武器である。また、その刃で肉体を貫くことで、その肉体に鷹麟の矢と同等の力を与えることが可能である。また、鷹麟の矢は魔戒騎士が誕生する以前、白夜の結界を破ったとされる伝説の鳥・鷹麟鳥（）が残した羽から作られたとされている。本来の力は千年以上レギュレイスが復活しなかったため、矢本来の効力を疑う者はいなかった。
天魔降伏の儀（）
白夜の空に現れる結界を破壊する儀式。現在も形式的に儀式は続けられているが、儀式の真意を知るものはほとんどいないという。この儀式の成功により天空の結界が破れると、天魔降伏の光という魔戒のオーロラが天空を染め上げ、見るもの全てに安らぎを与える。

## キャスト
- 冴島鋼牙 - 小西大樹
- 涼邑零 - 藤田玲
- 山刀翼 - 山本匠馬
- 山刀鈴 - 柴本優澄美
- 倉橋ゴンザ - 螢雪次朗
- 御月カオル - 肘井美佳
- 日向 - 富田稔
- 暁 - 安永昇
- 黄花 - ANN
- 満寿 - 沙織
- 番犬所神官 - 綾田俊樹
- 鋼牙幼少 - 澤畠流星
- 邪美幼少 - 兼尾端穂
- 公園の若い男 - 大久保卓朗
- 公園の女 - 城間恵子
- 丘の上若い女 - 江口ナオ
- サラリーマン先輩 - 松浦隆
- サラリーマン後輩 - 山名泰正
- トイレの女 - 比嘉愛
- 鋼牙（2歳） - 城定修平
- オーロラのシルエット - あいか瞬
- 死者の霊 - 小林裕子、我妻恵美子、高桑昌子
- コダマ - マーク武蔵
- バラゴ - 京本政樹（特別・友情出演）
- 我雷法師 - 角替和枝
- 阿門法師 - 麿赤児
- 冴島りん - 田代純子
- 冴島大河 - 渡辺裕之
- 邪美 - さとうやすえ

### 声の出演
- 魔導輪ザルバ - 影山ヒロノブ
- 魔導具シルヴァ - 折笠愛
- 魔導具ゴルバ - 緒方賢一
- 魔戒樹 - 奥田ゆかり
- 死者の霊 - 田代亜紀
- アオムシ - 里見圭一朗
- レギュレイス - 広瀬正志

### スーツアクター
- 黄金騎士ガロ[12] - 大西雅樹
- 銀牙騎士ゼロ[12] - 荒川真
- 白夜騎士ダン - マーク武蔵[13]、前田浩[14]
- エルズ - 荒川真
- カラクリ&スタント - 大橋明、佐々木俊宜、杉原明、秋山智彦、川澄朋章、佐藤健司、野口彰宏、遊木康剛
- アオムシ - こしげなみへい
- レギュレイス[13] - 吉田瑞穂

## スタッフ
- 原作 - 雨宮慶太
- エグゼクティブプロデューサー - 二宮清隆（東北新社）、久保聡（バンダイビジュアル）
- プロデューサー - 宇田川美雪・夏井佳奈子（東北新社）、菅野知津子（バンダイビジュアル）
- 制作プロデューサー - 武田佳典・落合信人（オムニバス・ジャパン）、梨木友徳（sabot6課）
- 脚本 - 江良至
- 設定 - 田口恵
- 助監督 - 阿部満良
- ラインプロデューサー - 柳内孝一
- 特殊造形監修 - 竹谷隆之、泉勝洋
- クリーチャーデザイン - 韮沢靖
- 白夜騎士ダン・デザイン - 篠原保
- 撮影 - 森下彰三
- 照明 - 才木勝
- 美術 - 鈴木阿弥
- 編集 - 石川伸彦
- Fight&Stunt Coordinate - AAC STUNTS
- アシスタントプロデューサー - 平澤純哉
- VFXスパーバイザー - 小坂一順
- 音楽プロデューサー - 井上俊次
- 音楽 - 栗山善親、澤野弘之、寺田志保、太田浩一、木下伸司
- 制作協力 - sabot6課
- 制作 - オムニバス・ジャパン
- 製作・著作 - 東北新社、バンダイビジュアル
- アクション監督 - 横山誠
- 監督 - 雨宮慶太

## 音楽
エンディング曲「オーロラの下で」
作詞・作曲 - 京本政樹 /  編曲 - 山本はるきち / 歌 - GARO Project

## その他
- 本作品の撮影では森やお寺などで行ったが、カメムシやハエなどの虫が大量発生したり、急な大雨などにより霧が立ち込めたりと通常の撮影よりも大変だった[15]。
- レギュレイスが復活に用いた死体の身元は、財産を狙って偽装結婚していた物語冒頭でレギュレイスに捕食された女性と彼女の本当の恋人であるアオムシと化した男性に殺害された大会社の社長という設定[16]。

## 関連商品

### DVD・Blu-ray
バンダイビジュアルから前後編2巻のDVDが発売された。2007年8月24日には長編版を収録した愛蔵版のDVDが発売。2016年12月22日に発売された、『牙狼<GARO>Blu-ray BOX』に長編版が収録されている。

### CD
「赤いバラ／オーロラの下で」
2006年11月22日に発売されたGARO Projectのシングル。本作のエンディングテーマを収録。

### フィギュア
本作で初登場した白夜騎士ダン、魔導具ゴルバ、鷹麟ガロが商品化されている。

## パチンコ
前作と本作のタイアップ機である遊技機『CR牙狼』が2008年に、そのマイナーチェンジ機である『CR牙狼 〜陰我消滅の日〜』が2010年に、復刻版である『CR牙狼復刻版』が2016年に稼働開始した。